# Hevossaari (ö i Södra Savolax, S:t Michel, lat 61,45, long 26,76)
Hevossaari är en ö i Finland. Den ligger i sjön Pieni Pyhävesi och i kommunen Mäntyharju i den ekonomiska regionen  S:t Michel och landskapet Södra Savolax, i den södra delen av landet, 170 km nordost om huvudstaden Helsingfors. Öns area är 8,2 hektar och dess största längd är 450 meter i sydöst-nordvästlig riktning.